# Véhicule militaire blindé

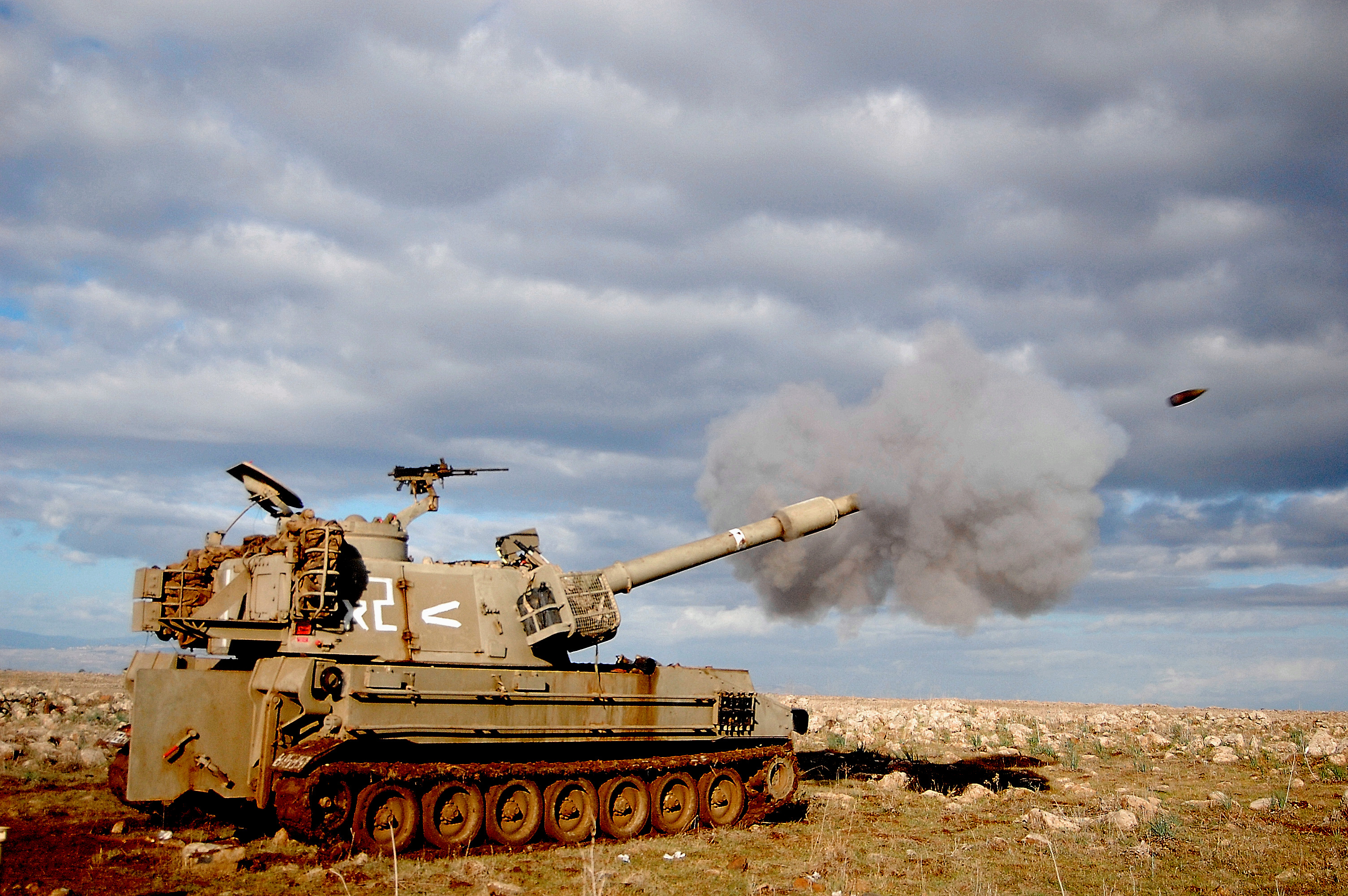
M109, exemple d'un véhicule militaire blindé.

Un véhicule militaire blindé ou « véhicule blindé de combat » est un véhicule militaire, protégé par un blindage et le plus souvent disposant d'un armement propre.  

## Types de blindés
Les véhicules militaires blindés sont classés en fonction de leur rôle prévu sur le champ de bataille et leurs caractéristiques. Ainsi, ils regroupent les chars de combat, automitrailleuses, véhicules de reconnaissance, véhicules de combat d'infanterie, véhicules de transport de troupes, canons automoteur, chasseurs de chars ou encore chenillettes.

## Historique
Leur invention date du début du XXe siècle avec l'ajout de mitrailleuses et de plaques de blindage sur des automobiles. La Première Guerre mondiale voit apparaître les chars de combat créés à partir de tracteurs chenillés, armés de mitrailleuses et de canons. Lors de la Seconde Guerre mondiale, une vaste gamme de véhicules blindés adaptés à de très nombreux usages est développée.